# Útnesvegur
La Útnesvegur (574) è una strada che segue la costa della punta estrema della penisola di Snæfellsnes in Islanda. E', quindi, un'estensione occidentale della Snæfellsnesvegur, che gira intorno alla base dello Snæfellsjökull.

## Galleria d'immagini

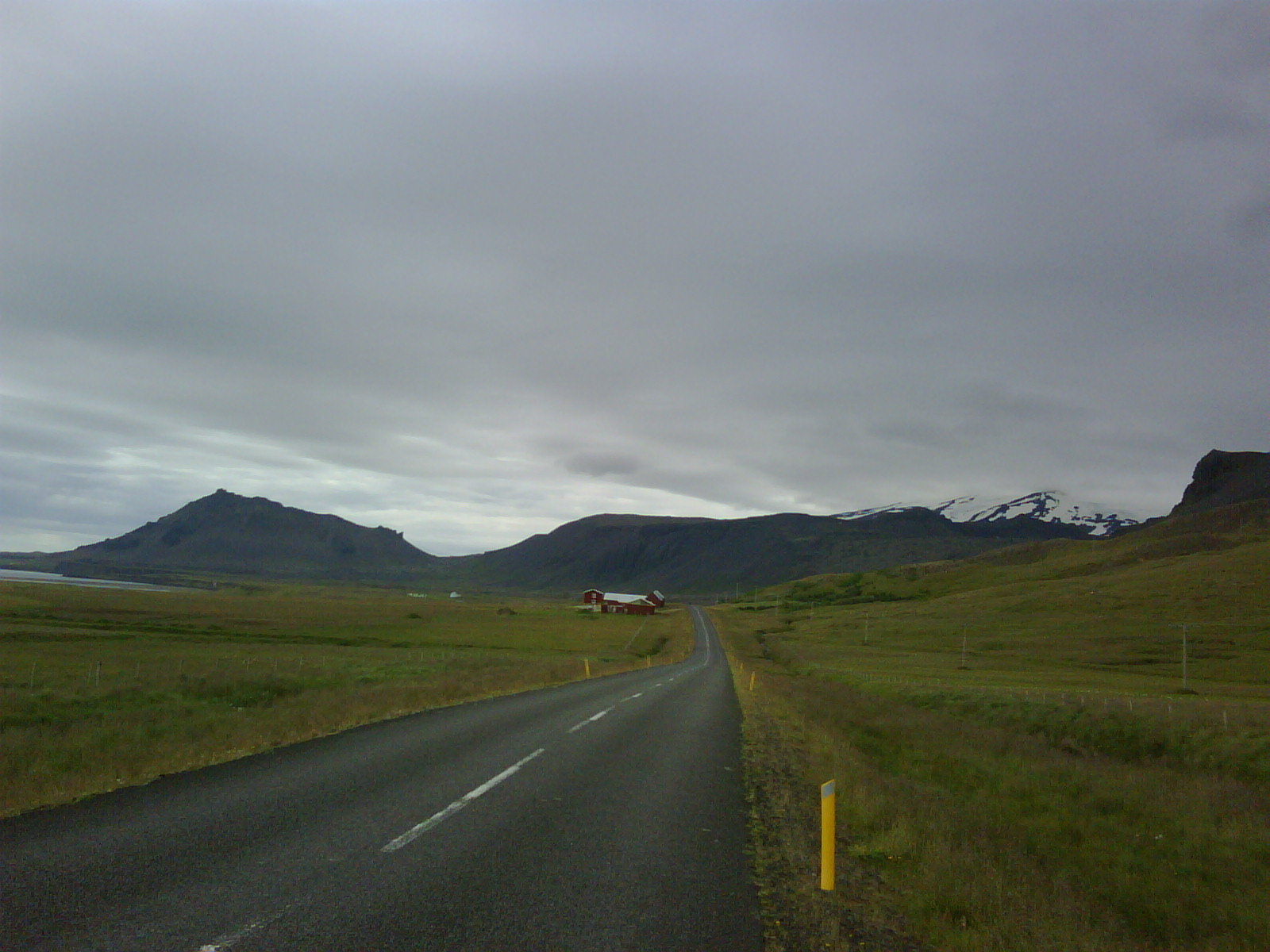
Snæfellsjökull sullo sfondo della strada numero 574
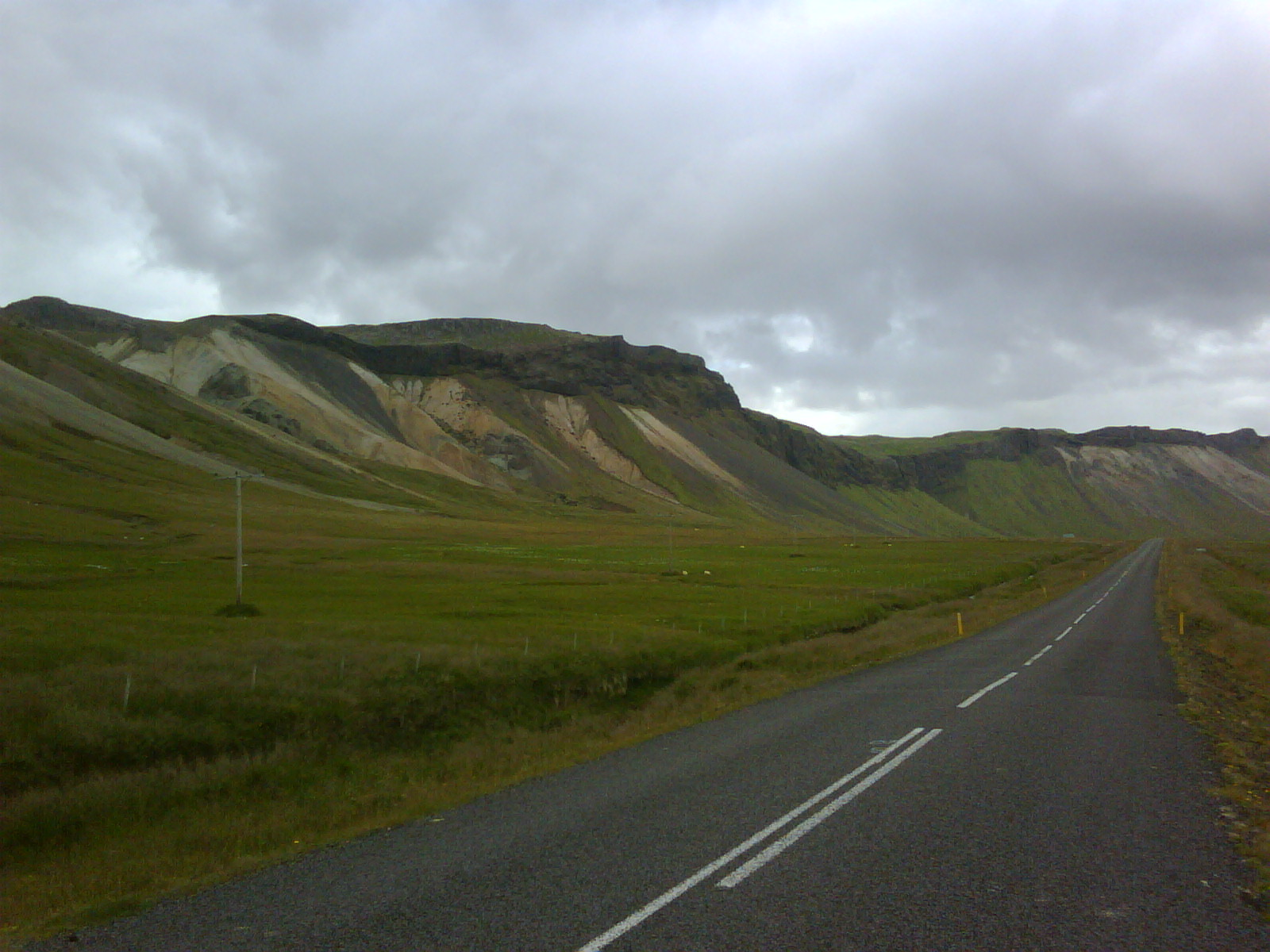
Montagne colorate lungo la 574